# Confine tra Austria e Slovenia

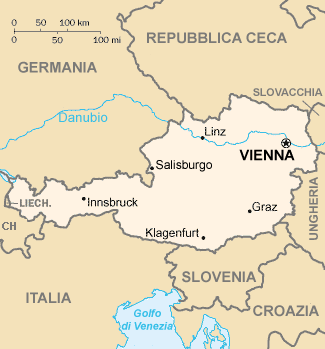
Mappa dell'Austria con evidenziati i confini.

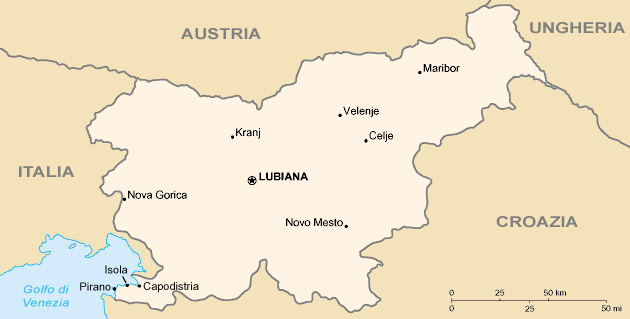
Mappa della Slovenia con i indicati i suoi confini.

Il confine tra l'Austria e la Slovenia descrive la linea di demarcazione tra i due stati. Ha una lunghezza di 330 km.

## Storia
Il confine è stato definito dopo la prima guerra mondiale con il crollo dell'Impero austro-ungarico e la creazione della Jugoslavia, definizione avvenuta con il trattato di Saint-Germain-en-Laye del 1919. Dopo il 1991 la Slovenia, quando divenne autonoma rispetto alla ormai disgregata Jugoslavia, subentrò in questo confine.

## Caratteristiche
Il confine interessa la parte sud-orientale dell'Austria e la parte nord della Slovenia. Ha un andamento generale da ovest verso est.
Inizia alla triplice frontiera collocata sul monte Forno dove si incontrano l'Austria, l'Italia e la Slovenia e prosegue fino alla triplice frontiera tra Austria, Slovenia ed Ungheria.
Partendo da occidente il confine interessa le Alpi di Carinzia e di Slovenia nelle due sottosezioni delle Caravanche e Alpi di Kamnik e della Savinja. Dopo si inoltra nelle Prealpi Slovene nord-orientali (sottosezione delle Prealpi Slovene) e poi nelle Prealpi sud-occidentali di Stiria (sottosezione delle Prealpi di Stiria).

## Länder e regioni interessati
| Austria        | Austria                       | Austria                       | Austria                  | Austria                         |               | Slovenia                        | Slovenia             | Slovenia | Slovenia           |
| Land austriaco | Distretto                     |                               | Comune                   | Attraversamento della frontiera |               | Attraversamento della frontiera |                      | Comune   | Regione statistica |
| -------------- | ----------------------------- | ----------------------------- | ------------------------ | ------------------------------- | ------------- | ------------------------------- | -------------------- | -------- | ------------------ |
| UNGHERIA       |                               |                               |                          |                                 |               |                                 |                      |          |                    |
| Burgenland     | Distretto di Jennersdorf      |                               | Sankt Martin an der Raab |                                 |               |                                 |                      | Kuzma    | Murania            |
| Burgenland     | Distretto di Jennersdorf      | Minihof-Liebau                |                          |                                 |               |                                 |                      | Kuzma    | Murania            |
| Burgenland     | Distretto di Jennersdorf      | Neuhaus am Klausenbach        |                          |                                 |               |                                 |                      | Kuzma    | Murania            |
| Burgenland     | Distretto di Jennersdorf      | Rogašovci                     |                          |                                 |               |                                 |                      |          | Murania            |
| Stiria         | Distretto di Südoststeiermark |                               | Sankt Anna am Aigen      |                                 |               |                                 |                      |          | Murania            |
| Stiria         | Distretto di Südoststeiermark | Fiume Kutschenitza            | Sankt Anna am Aigen      |                                 |               |                                 |                      |          | Murania            |
| Stiria         | Distretto di Südoststeiermark | Klöch                         |                          |                                 |               |                                 |                      |          | Murania            |
| Stiria         | Distretto di Südoststeiermark | Cankova                       |                          |                                 |               |                                 |                      |          | Murania            |
| Stiria         | Distretto di Südoststeiermark | Bad Radkersburg               |                          |                                 |               |                                 |                      |          | Murania            |
| Stiria         | Distretto di Südoststeiermark | Tišina                        |                          |                                 |               |                                 |                      |          | Murania            |
| Stiria         | Distretto di Südoststeiermark |                               |                          |                                 |               |                                 |                      |          | Murania            |
| Stiria         | Distretto di Südoststeiermark | Fiume Mur                     |                          |                                 | Radenci       |                                 |                      |          | Murania            |
| Stiria         | Distretto di Südoststeiermark | Fiume Mur                     | Gornja Radgona           |                                 |               |                                 |                      |          | Murania            |
| Stiria         | Distretto di Südoststeiermark | Fiume Mur                     | Apače                    |                                 |               |                                 |                      |          | Murania            |
| Stiria         | Distretto di Südoststeiermark | Fiume Mur                     | Halbenrain               |                                 |               |                                 |                      |          | Murania            |
| Stiria         | Distretto di Südoststeiermark | Fiume Mur                     | Mureck                   |                                 |               |                                 |                      |          | Murania            |
| Stiria         | Distretto di Südoststeiermark | Fiume Mur                     |                          |                                 | Šentilj       | Oltredrava                      |                      |          |                    |
| Stiria         | Distretto di Südoststeiermark | Fiume Mur                     | Murfeld                  |                                 | Šentilj       | Oltredrava                      |                      |          |                    |
| Stiria         | Distretto di Leibnitz         |                               | Straß in Steiermark      |                                 | Šentilj       | Oltredrava                      | Alpi della Lavanttal |          |                    |
| Stiria         | Distretto di Leibnitz         | Kungota                       | Straß in Steiermark      |                                 |               | Oltredrava                      | Alpi della Lavanttal |          |                    |
| Stiria         | Distretto di Leibnitz         | Ehrenhausen an der Weinstraße |                          |                                 |               | Oltredrava                      | Alpi della Lavanttal |          |                    |
| Stiria         | Distretto di Leibnitz         | Gamlitz                       |                          |                                 |               | Oltredrava                      | Alpi della Lavanttal |          |                    |
| Stiria         | Distretto di Leibnitz         | Leutschach an der Weinstraße  |                          |                                 |               | Oltredrava                      | Alpi della Lavanttal |          |                    |
| Stiria         | Distretto di Leibnitz         | Maribor                       |                          |                                 |               | Oltredrava                      | Alpi della Lavanttal |          |                    |
| Stiria         | Distretto di Leibnitz         | Selnica ob Dravi              |                          |                                 |               | Oltredrava                      | Alpi della Lavanttal |          |                    |
| Stiria         | Distretto di Leibnitz         |                               |                          | Podvelka                        | Carinzia      |                                 | Alpi della Lavanttal |          |                    |
| Stiria         | Distretto di Leibnitz         | Oberhaag                      |                          | Podvelka                        | Carinzia      |                                 | Alpi della Lavanttal |          |                    |
| Stiria         | Distretto di Leibnitz         | Radlje ob Dravi               |                          |                                 | Carinzia      |                                 | Alpi della Lavanttal |          |                    |
| Stiria         | Distretto di Deutschlandsberg |                               | Eibiswald                |                                 | Carinzia      |                                 | Alpi della Lavanttal |          |                    |
| Stiria         | Distretto di Deutschlandsberg | Muta                          | Eibiswald                |                                 | Carinzia      |                                 | Alpi della Lavanttal |          |                    |
| Stiria         | Distretto di Deutschlandsberg | Dravograd                     | Eibiswald                |                                 | Carinzia      |                                 | Alpi della Lavanttal |          |                    |
| Carinzia       | Distretto di Wolfsberg        |                               | Lavamünd                 |                                 | Carinzia      |                                 | Alpi della Lavanttal |          |                    |
| Carinzia       | Distretto di Wolfsberg        | Fiume Drava                   | Lavamünd                 |                                 | Carinzia      |                                 |                      |          |                    |
| Carinzia       | Distretto di Völkermarkt      |                               | Neuhaus                  |                                 | Carinzia      | Alpi delle Caravanche           |                      |          |                    |
| Carinzia       | Distretto di Völkermarkt      | Ravne na Koroškem             | Neuhaus                  |                                 | Carinzia      | Alpi delle Caravanche           |                      |          |                    |
| Carinzia       | Distretto di Völkermarkt      | Prevalje                      | Neuhaus                  |                                 | Carinzia      | Alpi delle Caravanche           |                      |          |                    |
| Carinzia       | Distretto di Völkermarkt      | Bleiburg                      |                          |                                 | Carinzia      | Alpi delle Caravanche           |                      |          |                    |
| Carinzia       | Distretto di Völkermarkt      | Mežica                        |                          |                                 | Carinzia      | Alpi delle Caravanche           |                      |          |                    |
| Carinzia       | Distretto di Völkermarkt      | Feistritz ob Bleiburg         |                          |                                 | Carinzia      | Alpi delle Caravanche           |                      |          |                    |
| Carinzia       | Distretto di Völkermarkt      | Črna na Koroškem              |                          |                                 | Carinzia      | Alpi delle Caravanche           |                      |          |                    |
| Carinzia       | Distretto di Völkermarkt      | Eisenkappel-Vellach           |                          |                                 | Carinzia      | Alpi delle Caravanche           |                      |          |                    |
| Carinzia       | Distretto di Völkermarkt      |                               |                          | Solčava                         | Savinjska     | Alpi delle Caravanche           |                      |          |                    |
| Carinzia       | Distretto di Völkermarkt      |                               |                          | Jezersko                        | Alta Carniola | Alpi delle Caravanche           |                      |          |                    |
| Carinzia       | Distretto di Völkermarkt      | Tržič                         |                          |                                 | Alta Carniola | Alpi delle Caravanche           |                      |          |                    |
| Carinzia       | Distretto di Klagenfurt-Land  |                               | Zell                     |                                 | Alta Carniola | Alpi delle Caravanche           |                      |          |                    |
| Carinzia       | Distretto di Klagenfurt-Land  | Ferlach                       |                          |                                 | Alta Carniola | Alpi delle Caravanche           |                      |          |                    |
| Carinzia       | Distretto di Klagenfurt-Land  | Žirovnica                     |                          |                                 | Alta Carniola | Alpi delle Caravanche           |                      |          |                    |
| Carinzia       | Distretto di Klagenfurt-Land  | Feistritz im Rosental         |                          |                                 | Alta Carniola | Alpi delle Caravanche           |                      |          |                    |
| Carinzia       | Distretto di Klagenfurt-Land  | Jesenice                      |                          |                                 | Alta Carniola | Alpi delle Caravanche           |                      |          |                    |
| Carinzia       | Distretto di Villach-Land     |                               | Sankt Jakob im Rosental  |                                 | Alta Carniola | Alpi delle Caravanche           |                      |          |                    |
| Carinzia       | Distretto di Villach-Land     | Kranjska Gora                 | Sankt Jakob im Rosental  |                                 | Alta Carniola | Alpi delle Caravanche           |                      |          |                    |
| Carinzia       | Distretto di Villach-Land     | Finkenstein am Faaker See     |                          |                                 | Alta Carniola | Alpi delle Caravanche           |                      |          |                    |
| Carinzia       | Distretto di Villach-Land     | Arnoldstein                   |                          |                                 | Alta Carniola | Alpi delle Caravanche           |                      |          |                    |
| ITALIA         |                               |                               |                          |                                 |               |                                 |                      |          |                    |